# Lower Manhattan
|  | For andre betydninger af ordet Manhattan, se Manhattan (flertydig). |
Lower Manhattan (eller Downtown Manhattan) er den sydligste del af bydistriktet Manhattan, der er samtidig er hovedøen i byen New York City. Lower Manhattan afgrænses mod nord af 14th Street, mod vest af Hudsonfloden, mod øst af East River og mod syd af Battery Park og New Yorks havn. Området indeholder New Yorks forrentningsdistrikt, med blandt andre Wall Street, New York Stock Exchange og indtil terrorangrebet den 11. september 2001 også World Trade Center.
I Lower Manhattan ligger også kendte bydele som TriBeCa, Chinatown, SoHo, Greenwich Village, Little Italy, Nolita og East Village.
- Wikimedia Commons har flere filer relateret til Lower Manhattan

40°42′27″N 74°00′43″V / 40.7075°N 74.0119°V